# Pinar de Chamartín
Pinar de Chamartín – stacja metra w Madrycie, na linii 1 i 4. Znajduje się na calle de Arturo Soria, w dzielnicy Ciudad Lineal, w Madrycie i zlokalizowana jest przed Bambú (linia 1) oraz przed stacją Manoteras (linia 4). Została otwarta 11 kwietnia 2007.